# حفصة عبد الله العلماء
سفيرة دولة الإمارات العربية المتحدة السابقة في جمهورية ألمانيا الاتحادية بين 2020 و2022.

## نبذة
شغلت عضوية مجلس إدارة "شركة شعاع كابيتال" من 4 نوفمبر 2019 إلى 22 أبريل 2021، وتقلدت عدة مناصب في "وزارة الخارجية والتعاون الدولي"، منها: سفيرة الإمارات في البرازيل خلال الفترة من 2017 إلى 2020، وسفيرة غير مقيمة في جمهورية كوسوفو، وسفيرة لدى دولة مونتينغرو. كما تولت منصب الرئيسة التنفيذية لـ"شركة أبوظبي كابيتال جروب"، والوكيلة المساعدة لشؤون التخطيط والإحصاء في "وزارة الاقتصاد"، ونائبة رئيس "سيتي بنك الشرق الأوسط"، والمديرة العامة لـ"شركة الأفكار العالمية"، ورئيسة "لجنة الإمارات لكرة القدم للسيدات".
حازت على "ميدالية فخر الإمارات" من الشيخ محمد بن راشد آل مكتوم، و"جائزة الشخصية الاتحادية" في دورتها الخامسة من "مركز الإمارات للدراسات والبحوث الاستراتيجية"، و"وسام الاستحقاق" من رئيس دولة مونتينيغرو في عام 2016.

## المستوى التعليمي
حصلت حفصة على درجة الماجستير في إدارة نظم المعلومات من "جامعة لندن للاقتصاد والعلوم السياسية"، وبكالوريوس في الاقتصاد من "جامعة سان دييغو" في الولايات المتحدة الأميركية.

## ألبوم صور

الوزير البرازيلي يستقبل سفيرة الإمارات العربية المتحدة في البرازيل، حفصة عبدالله العلماء صورة
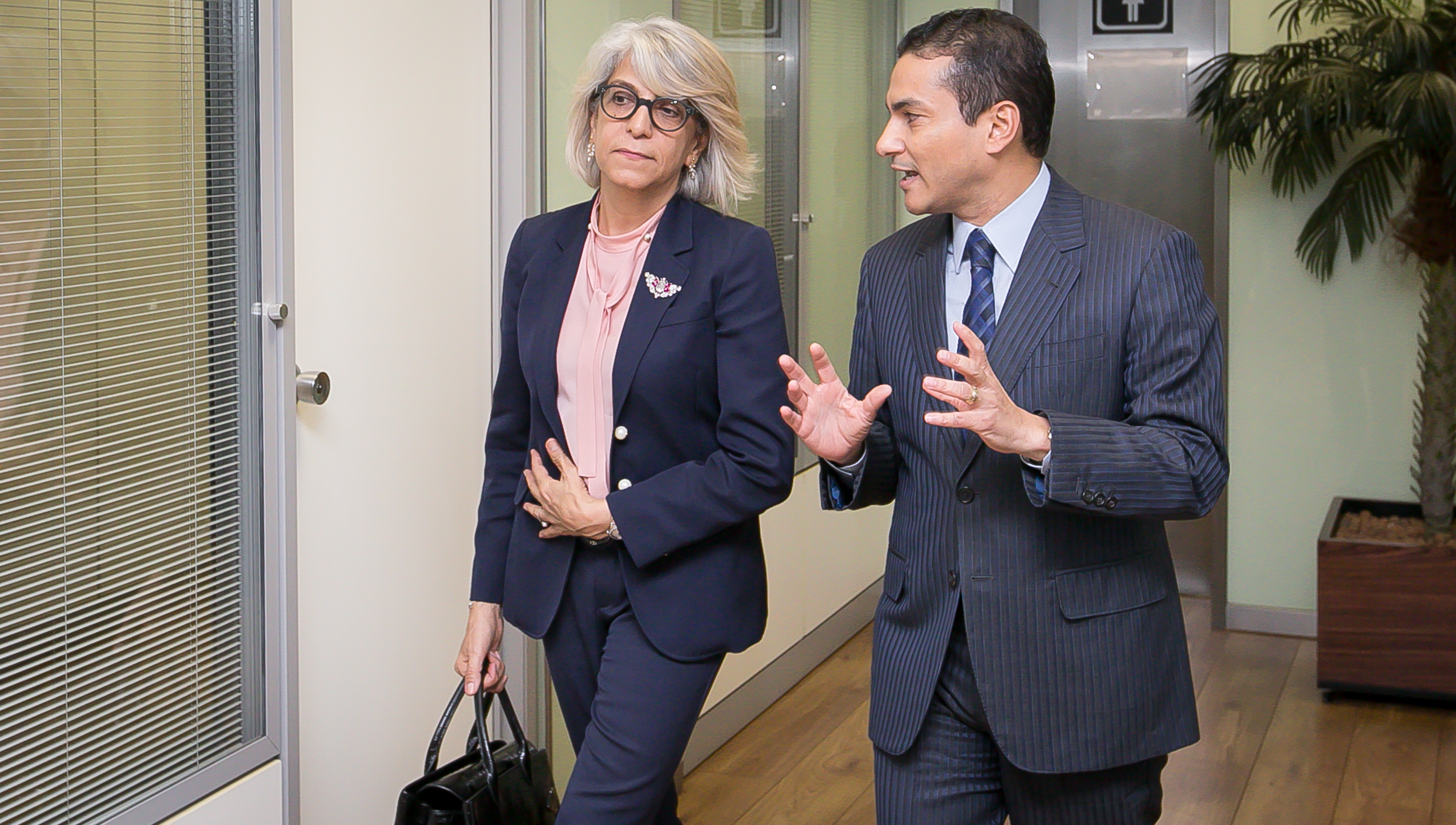
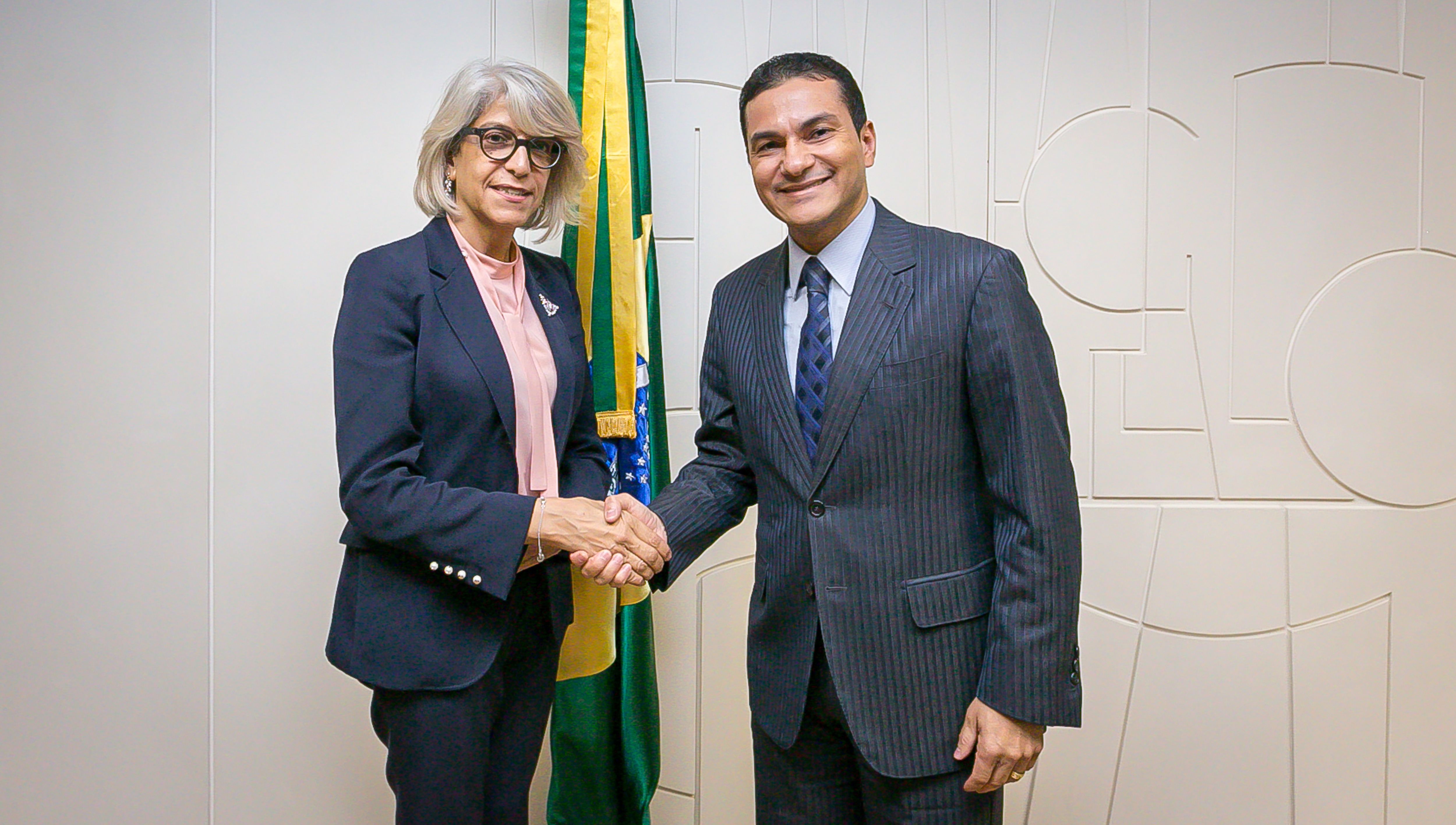
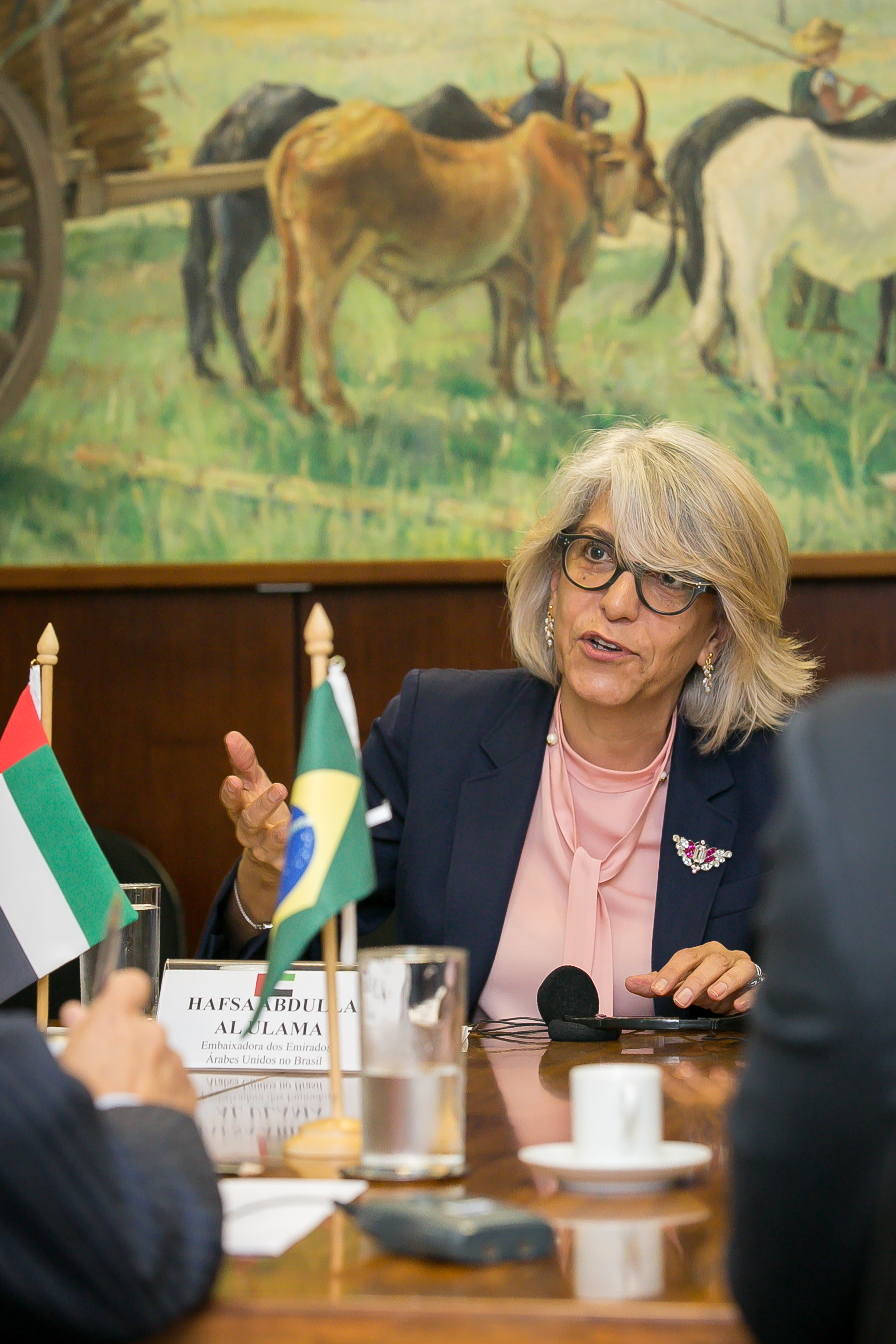
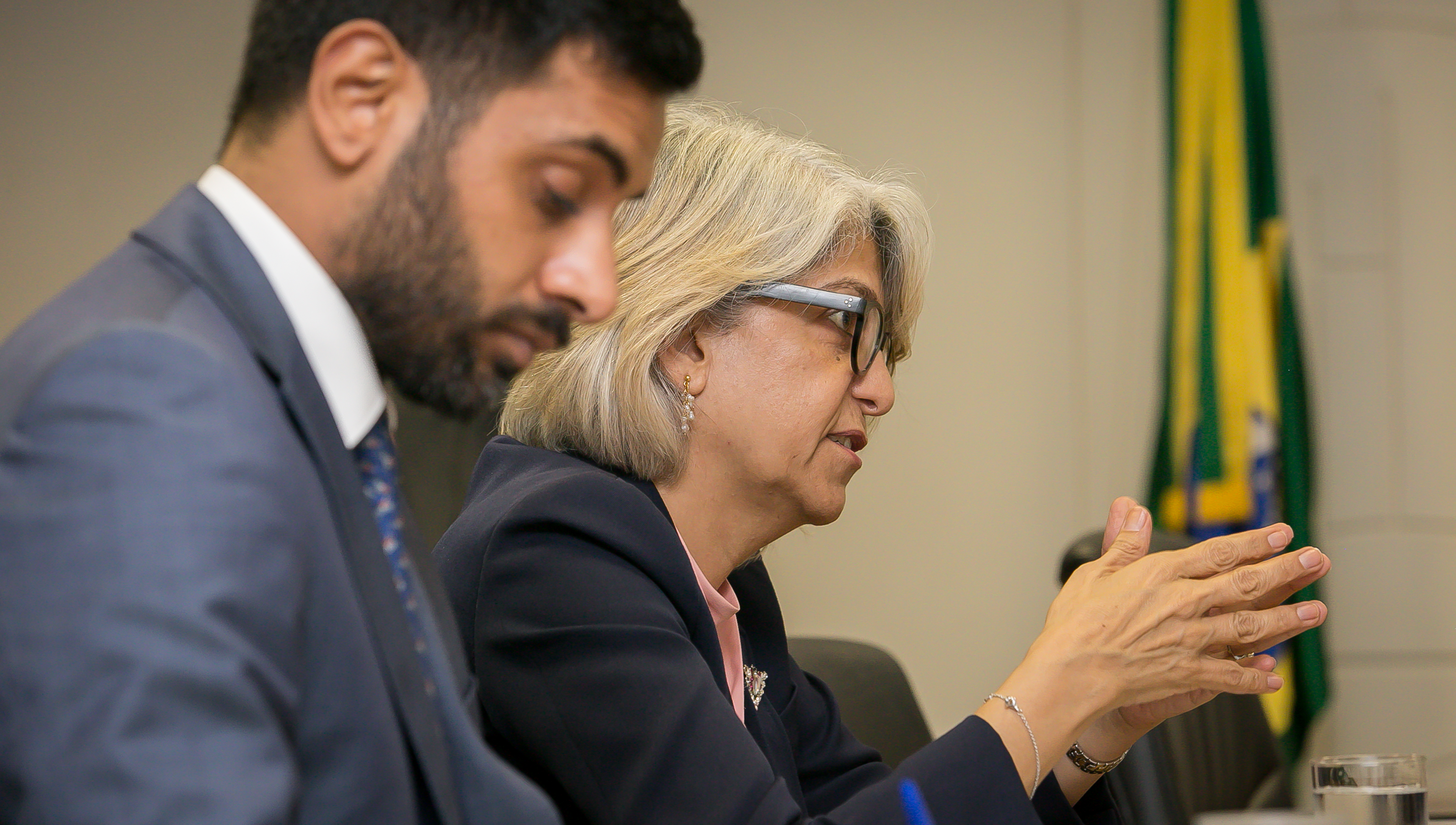
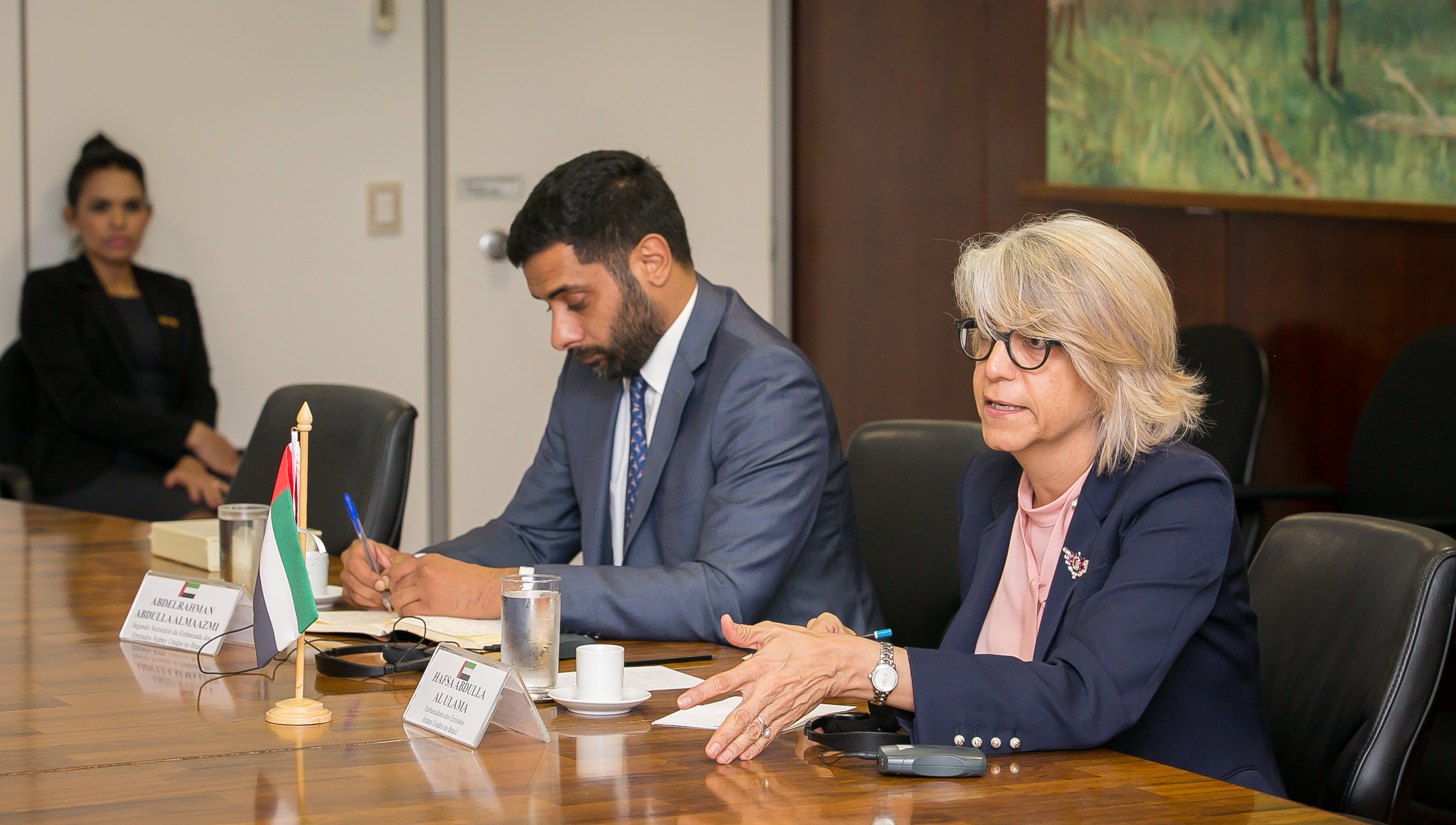
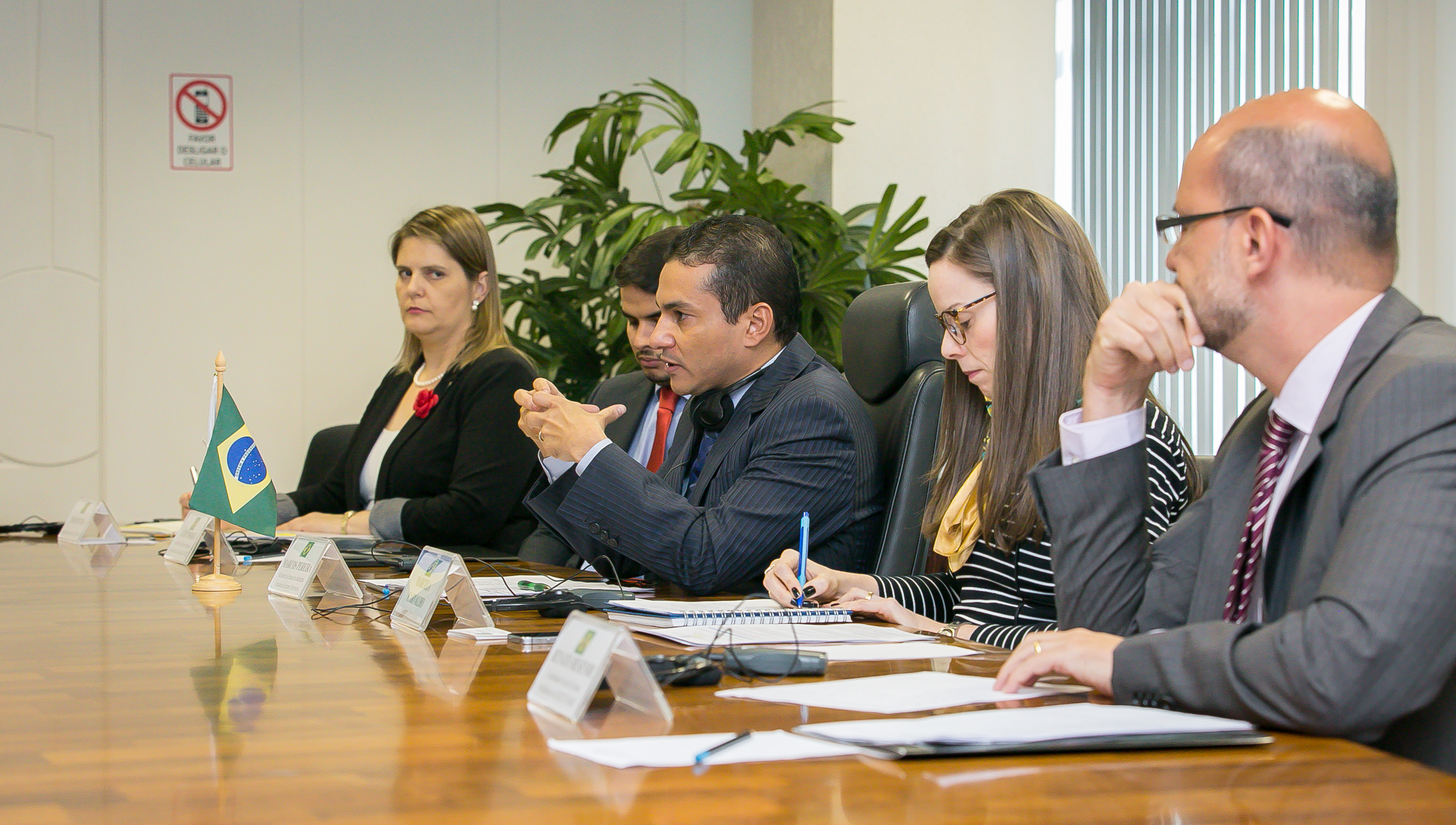
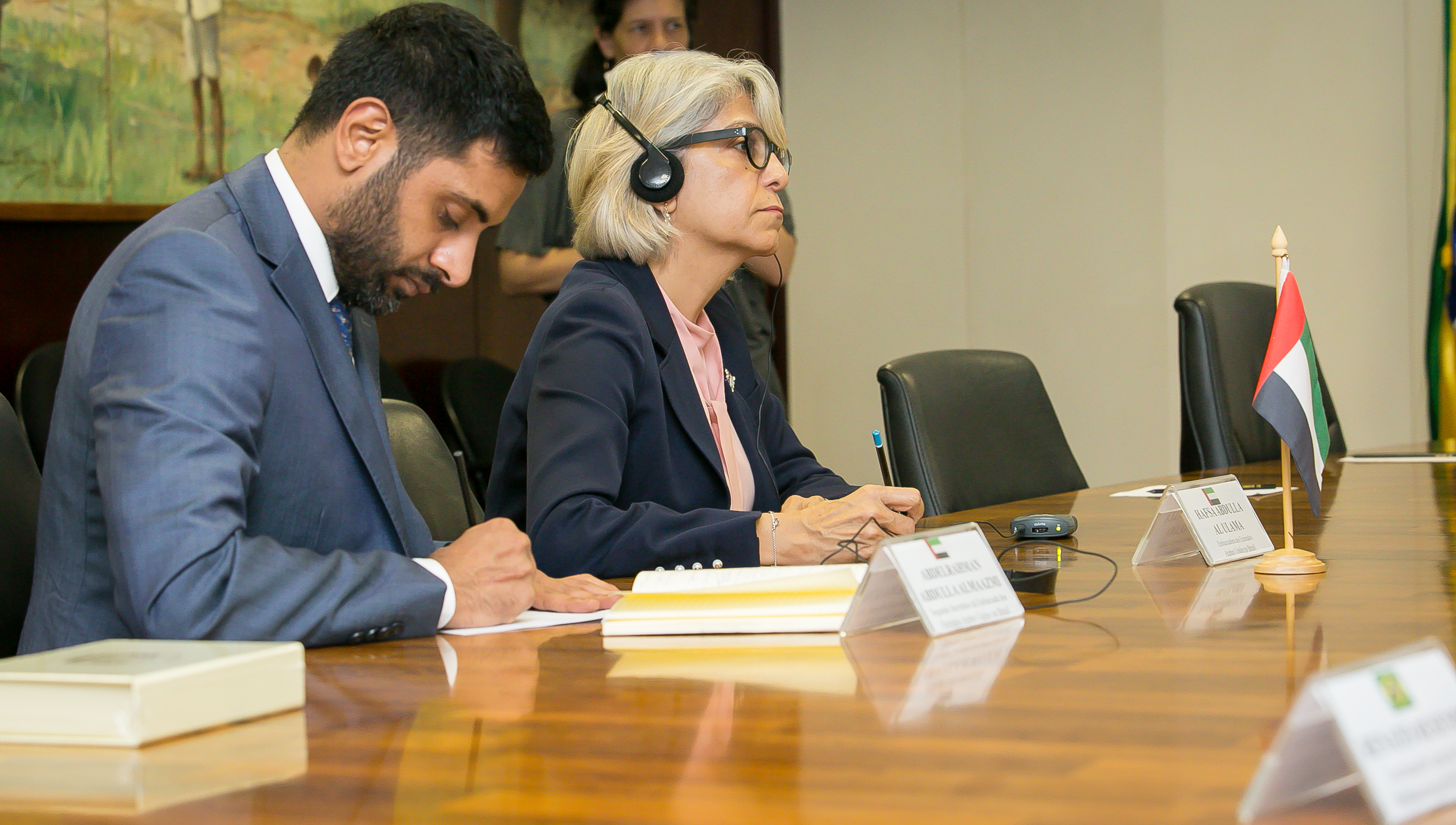